# Tenno, Trento
Tenno är en ort och kommun i provinsen Trento i regionen Trentino-Sydtyrolen i Italien. Kommunen hade 2 016 invånare (2018).